# 有楽町930ステーション
『有楽町930ステーション』（ゆうらくちょうきゅうさんまるすてーしょん）は、ニッポン放送で2018年10月7日から断続的に放送されているトーク番組。元は2018年度週末ナイターオフ番組ゾーンの総称であった。

## 番組概要
2018年度週末ナイターオフ番組のゾーン番組として編成し、2018年10月7日から放送開始。当該番組の2018年のナイターオフ枠時では、番組としては3時間半の縦長ワイドであるものの、いくつかのフロート番組が内包されており、ブロックワイド形式でパーソナリティが繋ぎながら、ニッポン放送の番組情報や所在する有楽町の「街情報」を紹介する番組構成であった。2018年度のパーソナリティであった、ニッポン放送子会社のミックスゾーン所属する坂本は、当該番組が初めての単独で出演する番組となった。
翌年の2019年度のナイターオフ枠でも当該番組は編成されて、土曜版も新設されたが、ブロックワイド形式の番組構成では無く、かつての『有楽町情報交差点』や『有楽町情報ライブラリー』の様な時間尺が10分間の後継ぎ形式の構成に変更された。そのため、2020年度はナイターイン期にも編成され、金曜午後に編成されていた『大橋未歩 金曜ブラボー』の時間尺を20分短縮し、金曜にレギュラー編成し、『金曜ブラボー』のアシスタントを務めている前島が引き続き出演していた。しかし、同年7月10日から『うどうのらじお』の番組開始が決定され、同番組が15:30 - 17:10の放送枠のため、2019年度は一旦終了して、同年8月15日に編成されたケースもあった。その後、2020年ナイターオフ枠にて、改めて当該番組が編成されたが、ナイターオフ期が外れる前の同年12月末で一旦終了となり、映画の宣伝を兼ねた主演女優の番組が編成される事となる。2021年ナイターオフ枠でも、『ショウアップナイター』のレギュラー放送終了以降、日本シリーズの終了までのつなぎ番組として編成されている。
2025年1月11日（土）、前年12月に発覚した中居正広の不祥事を受け、『中居正広 ON&ON AIR』の放送を休止し当番組を23:00 - 23:30に放送、翌週の18日も当番組が放送された。そして1月21日、ニッポン放送は「ON&ON AIR」の終了を発表したことから、同月25日と2月1日も当番組を放送。2月8日以降は『京本政樹のラジとばっ!』を放送するため、この緊急編成措置は同月1日付で終了となった。
番組タイトルの「930」はニッポン放送のワイドFMの割り当て周波数帯域の数字である。

## 出演者
肩書き無しはニッポン放送アナウンサー

### パーソナリティ
- 内田雄基 - 2020年11月8日 - 12月27日、2022年4月3日 -

### 過去

#### パーソナリティ
- 坂本梨紗（フリーアナウンサー） - 2018年10月7日 - 2019年3月31日
- 土曜：熊谷実帆 - 2019年10月26日 - 2020年3月14日
- 日曜：くり万太郎（ニッポン放送契約ディレクター、元アナウンサー） - 2019年10月27日 - 2020年3月22日、11月1日
- 金曜：前島花音 - 2019年12月28日、2020年3月27日 - 7月3日
- 日曜：大泉健斗 - 2020年3月29日 - 6月6日
- 箱崎みどり - 2021年10月23日 - 11月13日

#### ニュースデスク
- 金曜：遠藤竜也（ニッポン放送報道部 副部長） - 2020年3月27日 - 2020年6月5日
- 金曜：畑中秀哉（ニッポン放送報道部 副部長） - 2020年6月12、19日
- 金曜：森田耕次（ニッポン放送報道部 解説委員） - 2020年6月26、7月3日

#### その他出演者
代理パーソナリティ
- ひろたみゆ紀 - 2019年11月30日、2020年1月11日、3月21日、11月16日
- 小永井一歩 - 2020年3月28日、5月10日
- 熊谷実帆 - 2024年1月7日

ラジオリビング
- 前島花音 - 2024年4月29日
- 東島衣里 - 2024年5月3日

リポーター
- 石出奈々子 - 2020年12月12日

## 放送時間
※JST表記

### 過去
- 日曜 17:30 - 21:00 - 2018年10月7日 - 2019年3月31日

坂本担当時間
- 17:30 - 17:40、18:50 - 19:00、19:55 - 20:00、20:57 - 21:00

- 土曜 17:30 - 17:40 - 2019年10月5日 - 2020年3月21日
- 金曜 17:00 - 17:10 - 2020年3月27日 - 7月3日
- 日曜 17:40 - 18:00 - 2020年3月29日 - 6月7日
- 日曜 18:50 - 19:00 - 2019年10月6日 - 2020年3月22日、11月8日 - 12月27日
- 土曜 21:00 - 21:10 - 2021年10月30日 - 11月13日
- 日曜 20:20 - 20:30 - 2022年4月3日 - 2022年9月18日
- 日曜 20:50 - 21:00 - 2022年10月2日 - 2023年4月2日
- 日曜 17:50 - 18:00 - 2023年10月8日 - 2024年3月31日

## 放送時間変更・臨時編成等
2018年
- 10月14日：18:00以降、2018 セ･リーグクライマックスシリーズ ファーストステージ第2戦 東京ヤクルトスワローズ×読売ジャイアンツ 中継のため休止
- 10月21日：17:30から当該番組の放送予定であったが、2018年 パ・リーグ クライマックスシリーズ ファイナルステージ 第5戦 埼玉西武ライオンズ×福岡ソフトバンクホークス 中継延長のため、『笑福亭鶴瓶 日曜日のそれ』が16:45 - 18:00に繰り下げ[3]。18:00以降は特別番組『明石家さんま・アカシヤ11!スポーツ列伝!表と裏!〜スポーツ ばんざーい!増刊号〜[4]』放送のため全時間帯で番組休止
- 10月28日：18:00以降、SMBC日本シリーズ2018 第2戦 広島東洋カープ×福岡ソフトバンク 中継のため休止
- 12月16日：『明石家さんま・オールニッポンお願いリクエスト「決定！カ～ンベンしてくれよ～大賞 2018」[5]』放送のため全時間帯で番組休止
- 12月30日：19:00以降、『ニッポン放送イヤーエンドスペシャル grapeアワード〜心に響くエッセイ2018』（19:00 - 20:30）と『ことばのチカラ 〜成功へのターニングポイント〜』（20:30 - 21:00）を編成のため休止

2019年
- 2月10日:『明石家さんま オールニッポン お願いリクエスト ～うそやん！あ～世代間ギャップ！～』放送の為、全時間帯で放送休止[6]
- 2月24日:『有楽町コネクテッド・ラボ』の時間帯が、特別番組『松田聖子SEIKO JAZZ 2の世界[7][8]』編成の為、休止
- 3月10日:『有楽町コネクテッド・ラボ』の時間帯が、『書店員・新井のラジオ[9]』編成の為、休止
- 3月17日:『有楽町コネクテッド・ラボ』の時間帯が、『青春の巨匠スペシャル 森田健作 青春の勲章は挫けない心![10][11]』編成の為、休止
- 10月5日：ショウアップナイタースペシャル クライマックス・セ 第1戦 DeNA対阪神戦実況中継の放送時間延長のため、休止。
- 10月12日：令和元年東日本台風（台風19号）の首都圏接近・上陸の恐れがあり、これにともなう特別編成のため、休止。
- 10月13日、12月15日：特別編成のため、休止。
- 10月19・20日 - 『ショウアップナイタースペシャル 日本シリーズ2019 福岡ソフトバンク×読売巨人』を放送のため、休止。
- 11月17日、『ニッポン放送ショウアップナイタースペシャル 世界野球WBSCプレミア12 日本 対 韓国戦』を中継したため休止。

2020年
- 2月22、23日：2020年2月の聴取率率調査週間編成に伴い、『やじうまサタデー よっ!たかしま屋!』（17:30 - 19:00）、『辛坊治郎 ズーム そこまで言うか!〜激論Rock&Go!〜』（17:40 - 20:00）編成の為、休止
- 3月28日：17:30 - 17:40と21:00 - 21:10の2部構成で放送。
- 8月15日：特別番組『戦後75年「私の八月十五日」〜俳優　高倉健の想いがつないだ人々の証言〜』（6:30 – 7:30）の放送に伴い『徳光和夫 とくモリ!歌謡サタデー』が5:00 - 6:30の短縮放送となったため、7:30 - 7:40に臨時で編成。『とくモリ!』アシスタントの石川みゆきが担当した。
- 11月16日：当初、2020年 パ・リーグ クライマックスシリーズ  第3戦 福岡ソフトバンクホークス×千葉ロッテマリーンズ 中継する予定だったが、前日の第2戦で終了したため、18:50 - 19:10の枠で穴埋め対応として放送[12]。
- 12月12日：特別番組『青春ラジオ小説「オートリバース」』（15:00 – 16:00）の放送に伴い『サタデーミュージックバトル 天野ひろゆき ルート930』が13:00 - 15:00の短縮放送となるため、16:00 - 16:20に臨時で編成[13]。内田雄基が担当し、途中「Yokohama930Style」を挿入した。

2022年
- 7月24日：その日のナイターの途中経過を伝えている途中でくり万太郎による桜島の噴火に関するニュースが挿入された。
- 9月25日：その日は急遽『ショウアップナイタースペシャル　セ・リーグ優勝決定ゲーム　ヤクルト×DeNA』が編成されたため、休止。

2023年
- 2月10日：その日は『ドクターズボイス〜根拠ある健康医療情報に迫る〜』を20:30 - 20:50に放送したため、20:50 - 21:00に放送。内田雄基が担当。
- 2月26日：『はじめよう!フェムテック増刊号』を放送したため休止。
- 3月12日：「ニッポン放送ショウアップナイタースペシャル 2023 ワールド・ベースボール・クラシック  日本 対  オーストラリア戦」の放送のため休止。
- 8月11日：特別番組『ラジオ情熱ラボ〜ビジネスの先に〜』（15:00 - 16:00）、『岡田康太とchuLaのちゅらんくアップ!スペシャル』（16:00 - 17:00）の放送に伴い『うどうのらじお』が休止となったため、17:00 - 17:10に臨時で編成。内田雄基が担当。
- 10月29・11月5日 - 『ショウアップナイタースペシャル 日本シリーズ2023 オリックスバファローズ×阪神タイガース』を放送のため、休止。
- 12月29日：特別番組『森田健作55周年企画　青春の勲章はくじけない心　年末増刊号』（15:30 - 17:00）の放送に伴い『うどうのらじお』が休止となっため、17:00 - 17:10に臨時で編成。東島衣里が担当。

2024年
- 1月1日：当初、特別番組編成のため、17:20 - 17:35に臨時で編成する予定だったが、当日発生した能登半島地震関連の特別番組を編成され放送を取りやめた。
- 4月29日：特別番組『明るいニッポンにするために』（15:30 - 16:30）、『亀井静香 ゴールデンウィーク甘辛放談』（16:30 - 17:15）の放送に伴い『辛坊治郎ズーム そこまで言うか!』が休止となっため、17:15 - 17:30に臨時で編成。内田雄基が担当。
- 5月3日：特別番組『三四郎のゴールデンウィークを満たしたい！』（15:00 - 16:00）『森田健作 青春の勲章は くじけない心　増刊号』（16:00 - 17:00）の放送に伴い『うどうのらじお』が休止となっため、17:00 - 17:10に臨時で編成。増山さやかが担当。

2025年
- 1月11日・18日：土曜23時の従来のレギュラー番組が、一部週刊誌が同番組パーソナリティに関する記事を掲載したこと等を受けて放送休止となったため、23:00 - 23:30に臨時で編成[14][15]。ニッポン放送の番組・イベント情報やクラシック曲を数曲掛ける内容で、11日は内田雄基、18日は飯田浩司が各々担当。なお、当該番組のネット局に向けては『クラシックセレクション』を裏送りで放送。

## コーナー
- 女子ソフトボール情報

2020年東京オリンピックにて公式競技として復活する女子ソフトボールの日本代表に選出される、日本女子ソフトボールリーグに所属する各チームや選手、大会情報を紹介するコーナー。2017年度ナイターオフは『里崎智也のスポーツ直球勝負!』、2018年のナイターシーズンは『ショウアップナイタープレイボール』にて扱われていた。

### 内包番組
2018年度のみ
- 板東英二のプロ野球バンバン伝説（17:40 - 18:00）

パーソナリティ：板東英二、アシスタント：洗川雄司（ニッポン放送アナウンサー）
- 渡部陽一 明日へ喝!（18:00 - 18:50）

- 有楽町コネクテッド・ラボ[17]（19:00 - 19:55）

パーソナリティ：週替り（主に実業家、クリエイター等）、アシスタント：ひろたみゆ紀、新行市佳、坂本梨紗
- SPECIAL BOX（20:00 - 20:55）

特別番組枠の為、内容は不定期